# Gmina Ballaban
Gmina Ballaban (alb. Komuna Ballaban) – gmina miejska położona w południowej części Albanii. Administracyjnie należy do okręgu Përmet w obwodzie Gjirokastra. W 2011 roku populacja gminy wynosiła 1047 osób w tym 500 kobiet oraz 547 mężczyzn, z czego Albańczycy stanowili 82,04%, a Grecy 0,19% mieszkańców. 
W skład gminy wchodzi czternaście miejscowości: Ballaban, Psar, Mazhan, Ball, Toshkëz, Vinokash, Vonokash Fushë, Kajcë, Pavar, Kondas, Komarak, Bubës, Malas, Beqaraj.